# Мілош Дегенек
Мілош Дегенек (англ. Miloš Degenek, нар. 28 квітня 1994, Книн, Хорватія) — австралійський футболіст, захисник клубу ТСЦ (Бачка-Топола). На міжнародному молодіжному рівні представляв Сербію і Австралію, поки не зробив свій остаточний вибір на користь останньої.

## Ранні роки
Дегенек народився 28 квітня 1994 року в місті Книн, Хорватія у родині сербських хорватів. Через сербсько-хорватську війну родина переїхала до Белграду в 1995 році. Там вони перебували в статусі біженців, але і в Сербії застали Косовську війну 1999 року. Тому через рік емігрували до Австралії у місто Сідней.

## Клубна кар'єра
Вихованець футбольної школи клубу «Штутгарт».
У дорослому футболі дебютував 2013 року виступами за команду клубу «Штутгарт» II, в якій провів два сезони, взявши участь у 9 матчах чемпіонату. 
2015 року перебрався до складу «Мюнхен 1860», за який відіграв наступний сезон своєї ігрової кар'єри.
До складу клубу «Йокогама Ф. Марінос» приєднався 2017 року. Відіграти за команду з Йокогами 37 матчів в національному чемпіонаті.
5 липня 2018 року підписав трьохрічний контракт з сербськоим клубом «Црвена Звезда».
12 січня 2019 року перейшов до складу аравійського клубу «Аль-Гіляль (Ер-Ріяд)». Зігравши 9 матчів, повернувся до «Црвени Звезди».
2022 року перейшов до складу американського «Коламбус Крю».

## Виступи за збірні
2009 року дебютував у складі юнацької збірної Австралії, взяв участь у 15 іграх на юнацькому рівні, відзначившись одним забитим голом.
2015 року залучався до складу молодіжної збірної Австралії. На молодіжному рівні зіграв у 4 офіційних матчах.
27 травня 2016 року дебютував у складі національної збірної Австралії у матчі проти Англії, вийшовши на заміну. Наразі провів у формі головної команди країни 9 матчів.
У складі збірної був учасником розіграшу Кубка конфедерацій 2017 року у Росії.

## Титули і досягнення
- Чемпіон Сербії (2):

«Црвена Звезда»: 2019-20, 2020-21
- Володар Кубка Сербії (2):

«Црвена Звезда»: 2020-21, 2023-24